# Thomas Loosch
Thomas Loosch (* 28. April 1963) ist ein deutscher Behindertensportler.

## Werdegang
Der aus Wattenscheid stammende Thomas Loosch wurde am 28. April 1963 geboren. Er hat eine spastische Lähmung. Als Mitglied des TV Wattenscheid widmete er sich dem Behindertensport. Seine Sportdisziplinen waren die Wurfsportarten Diskus- und Speerwurf, aber auch das Kugelstoßen. Seine Leistungen in diesen Sportarten waren so gut, dass er bald auch in internationalen Wettbewerben in der Leistungsgruppe F 37/38 eingesetzt werden konnte. Er nahm mit der deutschen Olympia-Nationalmannschaft zweimal an Paralympischen Sommerspielen teil; zuerst an den Paralympics in Athen 2004, bei der er 2 Medaillen gewann, eine Silbermedaille im Kugelstoßen und eine Bronzemedaille im Diskuswurf.
Auch an den Sommer-Paralympics 2008 in Peking nahm er teil und errang im Kugelstoßen mit einer Weite von 14,44 m den dritten Platz und gewann so eine weitere Bronzemedaille.
Schließlich gelang es ihm, bei den Europameisterschaften 2012 Vizeeuropameister im Diskuswurf zu werden.
Für seine sportlichen Erfolge wurde er 2008 mit dem Silbernen Lorbeerblatt ausgezeichnet.